# Manzanares el Real
Manzanares el Real là một đô thị trong Cộng đồng Madrid, Tây Ban Nha. Đô thị này có diện tích 128,4 km², dân số theo điều tra năm 2010 của Viện thống kê quốc gia Tây Ban Nha là 7450 người. Đô thị này nằm ở khu vực có độ cao 908 mét trên mực nước biển.